# Elmore Y. Sarles
Elmore Yocum Sarles (* 15. Januar 1859 in Wonewoc, Juneau County, Wisconsin; † 14. Februar 1929 in Hillsboro, North Dakota) war ein US-amerikanischer Politiker und von 1905 bis 1907 der neunte Gouverneur des Bundesstaates North Dakota.

## Frühe Jahre und Aufstieg
Elmore Sarles besuchte die öffentlichen Schulen in Prescott sowie die Galesville University. Er war einer von fünf Klassenkameraden, die später Gouverneure von North Dakota wurden. Schon bald wurde Sarles ein erfolgreicher Geschäftsmann. Im Jahr 1881 zog er nach Hillsboro im Dakota-Territorium. Dort gründete er eine Bank, aus der dann 1885 die First National Bank of Hillsboro entstand. In der Folge beteiligten sich Sarles und seine Partner auch an anderen Banken in Dakota und Minnesota. Sarles war zusätzlich im Holzhandel und im Immobiliengeschäft tätig und besaß im Traill County riesige Ländereien.

## Gouverneur von North Dakota
Sarles war Mitglied der Republikanischen Partei. Nach einer Amtszeit als Bürgermeister von Hillsboro wurde er im Jahr 1904 mit 70:25 Prozent der Stimmen gegen den Demokraten Marthinus F. Hegge zum neuen Gouverneur gewählt. Als Gouverneur nutzte er seine Erfahrungen als erfolgreicher Geschäftsmann und konnte in den zwei Jahren seiner Amtszeit einen Haushaltsüberschuss von 200.000 Dollar erwirtschaften. Außerdem wurden die Lebensmittelgesetze verbessert. Nachdem eine Wiederwahl im Jahr 1906 gescheitert war, musste er am 9. Januar 1907 aus seinem Amt ausscheiden.
Nach dem Ende seiner Amtszeit zog sich Sarles aus der Politik zurück und widmete sich wieder seinen privaten Interessen. Er war an verschiedenen Geschäften und Banken beteiligt. Elmore Sarles starb im Jahr 1929. Er war mit Anna York verheiratet, mit der er vier Kinder hatte.